# Deupurkot
Deupurkot (en népalais : देउपुरकोट) est un comité de développement villageois du Népal situé dans le district de Parbat. Au recensement de 2011, il comptait 2 796 habitants.